# منوة حسنية
المنوة الحسنية هي سمكة منوة تعيش في المياه العذبة تنتمي إلى فصيلة الشبوطيات، وهي نوع متوطّن في سوريا، أي أنَّها ليست معروفةً من أيّ مكانٍ آخر في العالم. يبلغ طول المنوة الحسنية الأقصى المُسجَّل 5.8 سنتيمرات.